# Дагана (дзонгхаг)
Дагана (дзонг-кэ དར་དཀར་ན་རྫོང་ཁག་, вайли dardkarnang rdzong khag, лат. dagana dzongkhag, также Дага или Тага) — дзонгхаг в Бутане, относится к центральному дзонгдэю. Административный центр — Дагана.
На юго-востоке дзонгхага вдоль границы с Индией расположена западная часть заказника Пхибсу, который охватывает части гевогов Деорали, Лхамоизингкха и Ничула. На территории заказника нет жителей.

## Административное деление

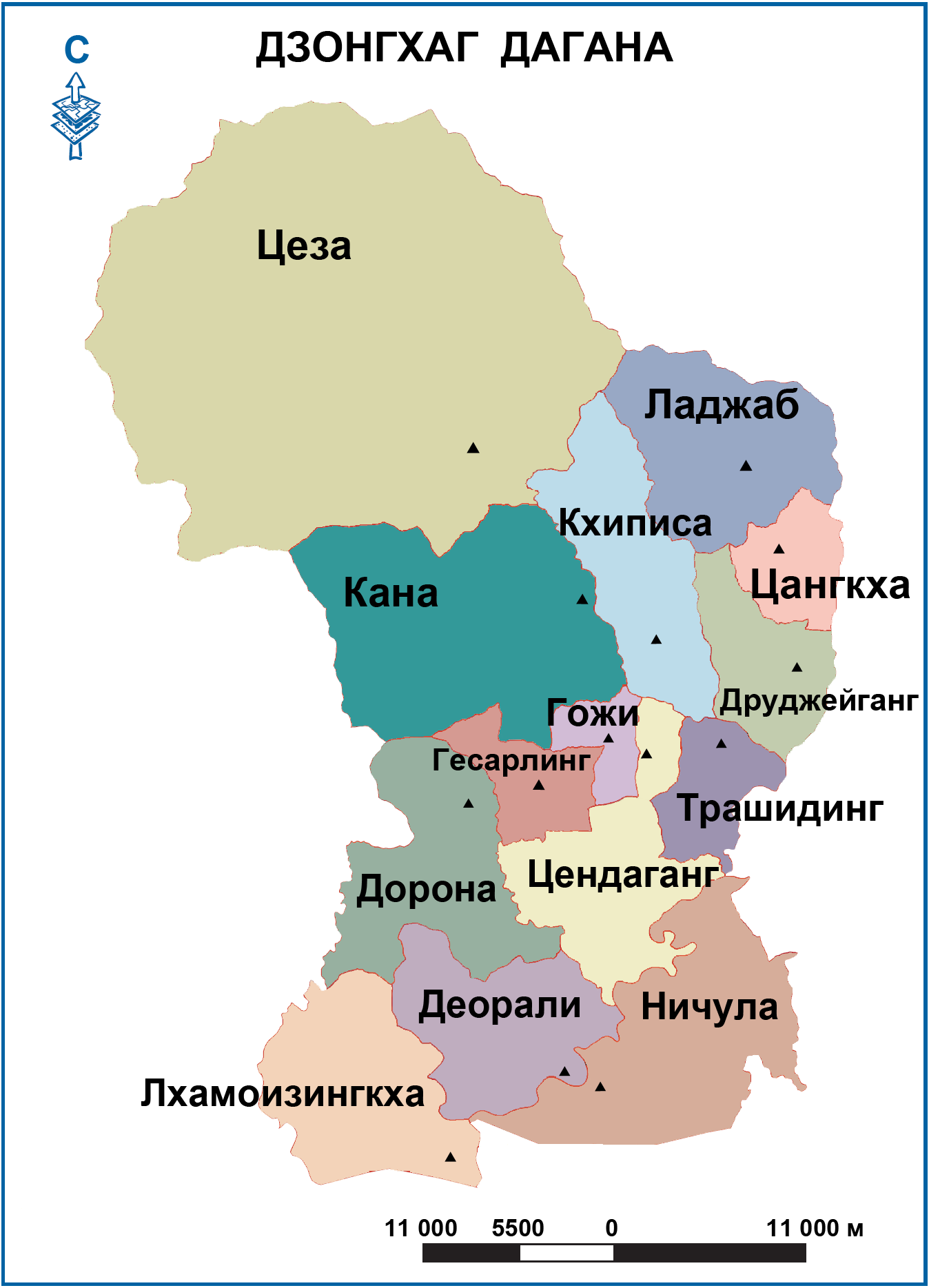
Гевоги дзонгхага Дагана

В состав дзонгхага входят 14 гевогов:

| - Гесарлинг - Гожи - Деорали (упразднённый гевог) - Дорона - Друджейганг - Кана - Кхиписа | - Ладжаб - Лхамой-Зингкха - Ничула - Трашидинг - Цангкха - Цеза - Цендаганг |